# Государственный художественный музей Алтайского края
Государственный художественный музей Алтайского края (до 1993 года — Алтайский краевой музей изобразительных и прикладных искусств) — музей в Барнауле. Расположен в районе площади Октября в здании по проспекту Ленина, 88. Однако в связи с реконструкцией с 2012 года основное здание закрыто, а экспозиции временно размещены по адресу улица Максима Горького, дом 16.

## История
Музей основан в 1959 году, но история появления в Барнауле художественного музея имеет более давнюю историю. Известный учёный-изобретатель и начальник Колывано-Воскресенских заводов на Алтае Петр Козмич Фролов обладал уникальной художественной коллекцией, в которую входили картины многих известных русских и западноевропейских художников, среди которых несколько живописных произведений кисти Рембрандта. Эти работы положили начало собранию художественного отдела Алтайского краеведческого музея, созданного Фроловым в 1823 году.
Позднее в 1920 году был открыт Художественный музей в здании бывшей церкви Дмитрия Ростовского на площади Спартака. Коллекция включала работы таких художников, как Малевич, Кандинский, Кончаловский, Лентулов, Куприн, Крымов, Ларионов, Кузнецов; произведения мастеров русской академической живописи, фламандской школы, школы Пуссена, Рубенса, Ван Дейка. Этот музей просуществовал недолго и в середине 1920-х годов музей был закрыт, а его коллекция исчезла.
К концу 1950-х годов, в связи с активным освоением целинных земель, с целью приобщения жителей целинного края к высокой культуре, к шедеврам русского и советского искусства вышли приказы Совета министров РСФСР о создании художественных музеев в азиатской части России — городах Зауралья, Сибири, Алтая. Художественный музей в Барнауле был открыт 6 марта 1959 года.
Коллекция музея создавалась на основе произведений художественного отдела Краеведческого музея это прежде всего работы художников Барнаула XIX — начала XX веков: Авилова, Кончаловского, Осьмеркина. Кроме того в фонды музея поступали произведения с крупных художественных выставок и частных коллекций, а также из Русского музея, Эрмитажа, Третьяковской галереи, Исторического музея, Научно-исследовательского музея АХ СССР, Павловского дворца-музея.
С 2003 года Художественный музей выступает организатором фестиваля «Молодёжная палитра».
С 2012 года в музей проходила реставрация, которая должна была закончится во второй половине 2015 года. Однако по состоянию на начало 2025 года здание музея на площади Октября ещё закрыто, работы в нём приостановлены. Из-за реконструкции музей переехал в здание по адресу улица Максима Горького, дом 16.

## Фонды и отделы
В музее насчитывается более 13 тысяч произведений основных видов и жанров изобразительного искусства. Коллекция состоит из разделов православного искусства XVI—XX веков, отечественного искусства XVIII—XX веков, профессионального и народного искусства Сибири и Алтая конца XVIII—XXI веков, а также небольших разделов античного и западноевропейского искусства.
Самой обширной является коллекция произведений профессиональных художников Алтая. Сюда входит творческое наследие первых художников Алтая: Г. И. Гуркина, А. О. Никулина, А. Н. Борисова, а также членов объединения 1920-х годов «Алтайское художественное общество». Наиболее значительную часть коллекции алтайского профессионального искусства составили работы художников второй половины XX века: Г. Ф. Борунова, М. Я. Будкеева, А. Г. Вагина, В. А. Зотеева, Н. П. Иванова, М. Д. Ковешниковой, Ю. Н. Панина, В. Ф. Рублева, Ф. А. Филонова, А. П. Фризена, Л. Р. Цесюлевича, С. И. Чернова, А. А. Югаткина.